# Tommaso Lequio di Assaba
Pour les articles homonymes, voir Lequio.
Tommaso Lequio di Assaba, né le 21 octobre 1883 à Coni et mort le 17 décembre 1965 à Rome, est un cavalier italien de saut d'obstacles et de concours complet.

## Carrière
Tommaso Lequio di Assaba participe aux Jeux olympiques d'été de 1920 à Anvers et remporte sur Trebecco la médaille d'or en saut d'obstacles individuel. 
En 1924 à Paris, il obtient avec Trebecco la médaille d'argent de l'épreuve individuelle de saut d'obstacles et la cinquième place par équipe, ainsi qu'une médaille de bronze avec l'équipe italienne de concours complet sur le cheval Torena. 
Il dispute aussi les Jeux olympiques de 1928 à Amsterdam, sans atteindre de podium.
De 1960 à sa mort, il est le Président de la Fédération italienne d'équitation.